# Planococcus taigae
Planococcus taigae är en insektsart som beskrevs av Danzig 1986. Planococcus taigae ingår i släktet Planococcus och familjen ullsköldlöss. Inga underarter finns listade i Catalogue of Life.